# Ukrajinské námořnictvo

Ukrajinská námořní vlajka

Ukrajinské námořnictvo (ukrajinsky Військово-Морські Сили України) je jednou ze složek ozbrojených sil Ukrajiny. Hlavní operační oblastí námořnictva je Černé moře. Moderní ukrajinské námořnictvo vzniklo po rozpadu Sovětského svazu, ke kterému došlo roku 1991. Velitelství námořnictva je v Kyjevě. Většinu svých válečných lodí země získala na základě rozdělení Černomořské floty sovětského námořnictva, které v první polovině 90. let představovalo silný spor mezi Ukrajinou a Ruskem.
Do března 2014 ukrajinské námořnictvo tvořilo cca 11 100 osob a přes soustavný nedostatek financí disponovalo několika plavidly o velikosti fregat a korvet (další sílu představovalo například Námořní letectvo s bojovými letouny, vrtulníky a letadly pro záchranné mise).
Situaci námořnictva velmi negativně ovlivnila anexe poloostrova Krym ze strany Ruska. Ukrajinské námořnictvo ztratilo některé důležité základny (Sevastopol a Kerč) a většinu válečných lodí i personálu. Zůstaly mu naopak základny Oděsa a Izmajil. Na ukrajinském území se nachází rovněž město Nikolajev s loděnicemi, kde se za sovětské éry stavěly velké hladinové lodě. V roce 2015 oslabené námořnictvo tvořilo 6500 osob, 11 válečných lodí (z toho 1 fregata a 1 korveta), 39 pomocných lodí a 10 letadel. Další závažné ztráty námořnictvu způsobila ruská invaze na Ukrajinu v roce 2022.

## Historie

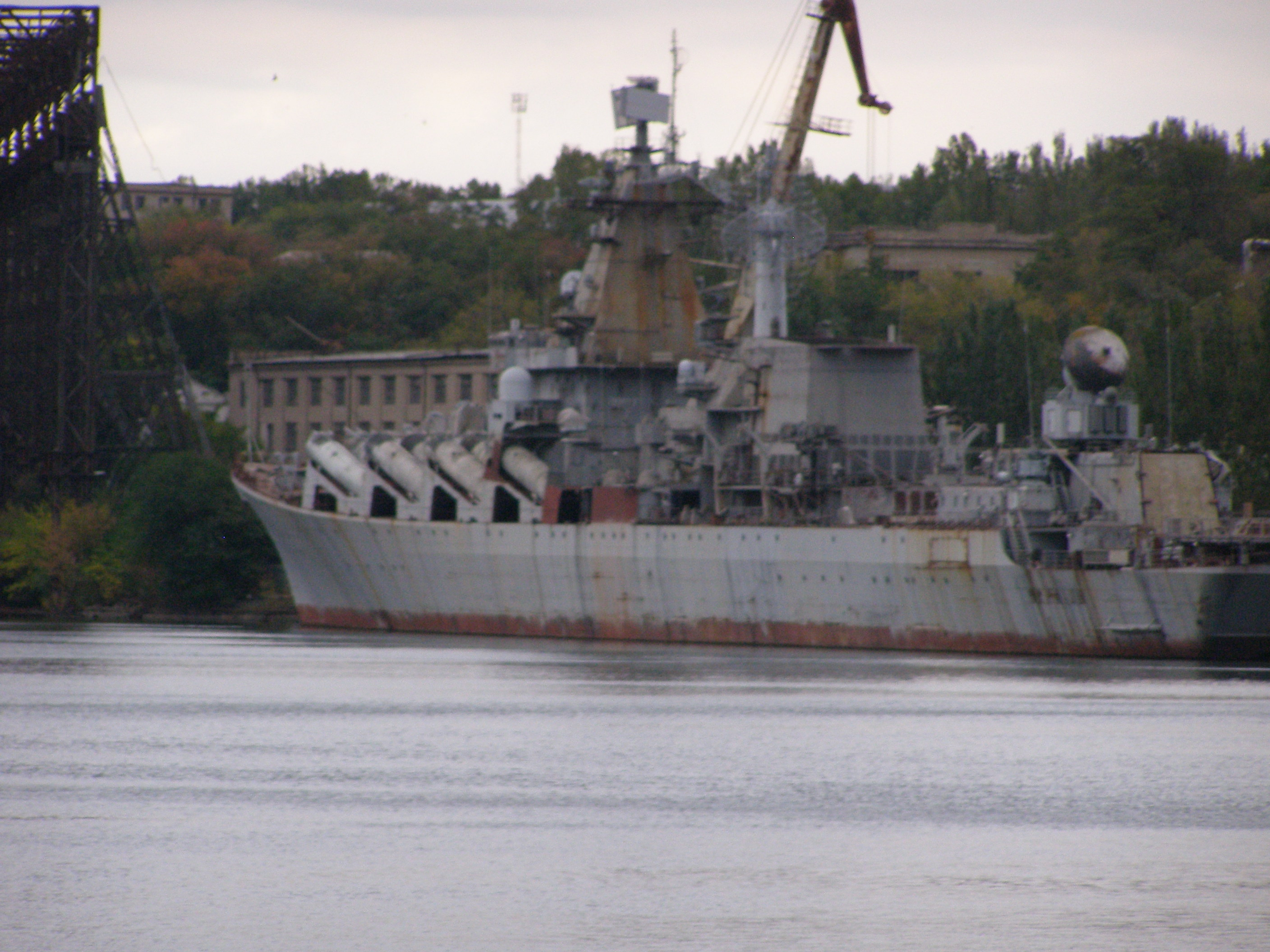
Nedokončený křižník Ukrajina

### Vznik námořnictva po rozpadu SSSR
Rozpadem Sovětského svazu v roce 1991 vznikla nezávislá Ukrajina, která 1. srpna 1992 založila své vlastní válečné námořnictvo výnosem prezidenta Leonida Kravčuka. Zemi patří dlouhé pobřeží Černého moře, včetně poloostrova Krym. Separatisické tendence na převážně ruskojazyčném Krymu vyvolávaly napětí mezi Ruskem a Ukrajinou. Předmětem dlouhých sporů byla otázka rozdělení sovětské Černomořské floty, na které si obě země činily nárok. Dne 20. července 1992 posádka fregaty SKR-112 vyvěsila ukrajinskou vlajku a odplula do přístavu Oděsa. K válce se téměř schylovalo po incidentu z noci z 8. na 9. srpna 1994, kdy si ruská pomocná loď Boris Čereken vynutila odplutí z Oděsy, přičemž byla naložena množstvím přístavního vybavení v hodnotě milionů dolarů. Teprve poté se začalo rýsovat kompromisní řešení. Definitivně byla plavidla rozdělena roku 1997, přičemž Ukrajina si ponechala 18,3 % plavidel sovětské Černomořské floty (převážně zastaralých či neschopných služby pro špatný technický stav).
Ukrajinské námořnictvo po celou dobu trápí nedostatek financí, proto se zbavila části svých lodí a naopak dokončila některá plavidla rozestavěná ještě za sovětské éry. Zrušena byla stavba letadlové lodě Uljanovsk a rozestavěná letadlová loď Varjag byla prodána do Číny, kde byla dokončena jako Liao-ning. Z největších plavidel byly vyřazeny rovněž raketové křižníky Projektu 1134B Nikolajev a Taškent, které byly roku 1994 sešrotovány a torpédoborec Sposobnyj Projektu 61, prodaný k sešrotování roku 1995. Neúspěšná zůstala snaha o dostavbu raketového křižníku Ukrajina Projektu 1164. Většina ukrajinských plavidel stále pocházela ze sovětské éry. Prvním zásadnějším modernizačním programem je stavba raketových korvet Projektu 58250, jehož prototypová jednotka Vladimir Veliky je od roku 2011 stavěna v Nikolajevu. K březnu 2014 námořnictvo tvořilo 15 470 osob, 22 válečných lodí, jedna ponorka 50 pomocných lodí a 35 letadel.

### Ruská anexe poloostrova Krym
V důsledku ruské anexe Krymu v březnu 2014 ztratilo ukrajinské námořnictvo některé své základny, významnou část svých lodí a personálu. V průběhu ruské intervence byly ukrajinské lodě zablokovány na svých základnách, obsazeny ruskými vojáky a některé byly potopeny. Původní posádka se vzdala a buď odešla, nebo se přidala k nepříteli. Například vjezd do zátoky Donuzlav a přilehlé základny byl zablokován potopením vyřazeného ruského raketového křižníku Očakov a vlečné lodě Šaktěr. Na celou operaci přitom dohlíželo několik ruských válečných lodí.
Dne 22. března 2014 ruské ministerstvo obrany potvrdilo obsazení 54 z 67 plavidel ukrajinského námořnictva. Například ukrajinská korveta Chmelnyckyj (U208) projektu 1241.2 (v kódu NATO Pauk) byla napadena střelbou a následně násilně obsazena. Obsazena byla rovněž korveta Ternopil (U209) projektu 1124 (v kódu NATO Grisha V) a jediná ukrajinská ponorka Zaporižžja (U-01). Celkem námořnictvo přišlo o 12 ze 17 hlavních bojových plavidel, značné množství letadel a 12 000 z celkových 15 450 vojáků. Pouze některým lodím se podařilo z Krymu uniknout. Zanedlouho začala jednání o vrácení obsazených plavidel. Jako první byly 14. dubna 2014 vráceny raketový člun Priluki a tanker Fastiv, dále 19. dubna 2014 výsadková loď Kirovohrad, korveta Vinnycja (U206) a pět dalších plavidel. Do 8. května 2014 bylo vráceno celkem 33 plavidel. Celý proces se zastavil v souvislosti s propuknutím války na východní Ukrajině. Na okupovaném Krymu zůstalo 17 plavidel, včetně velké výsadkové lodě Konstantin Olšanskij, velitelské lodě Slavutič, korvet Luck (U205, Grisha V) a Ternopil (U209, Grisha V), minolovek Cherkasy a Chernihiv a ponorky Zaporižžja. V roce 2015 oslabené námořnictvo tvořilo 6500 osob, 11 válečných lodí (z toho 1 fregata a 1 korveta), 39 pomocných lodí a 10 letadel.

### Incident v Kerčském průlivu
Dne 25. listopadu 2018 se dělové čluny projektu 58155 Gjurza-M Akkerman, Berďansk a jeden remorkér staly aktéry incidentu v Kerčském průlivu, při kterém byly násilně obsazeny ruskými ozbrojenými složkami a následně zadrženy v ruském přístavu. Navráceny byly v listopadu 2019.

### Obnova námořnictva po anexi Krymu

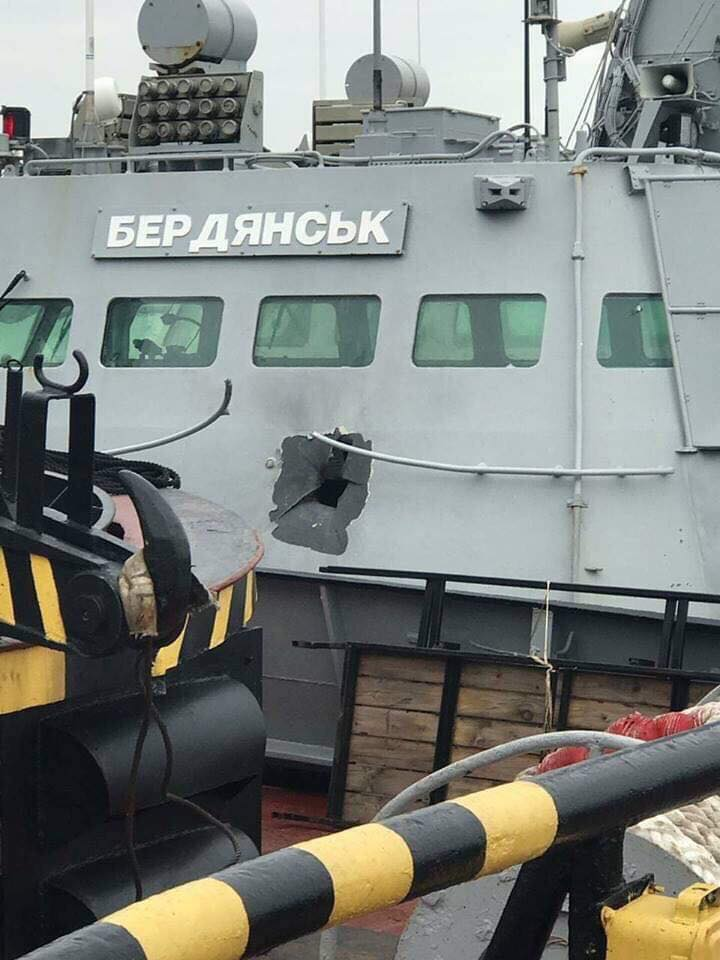
Dělový člun Berďansk poškozený ruskými plavidly v listopadu 2018 při incidentu v Kerčském průlivu

Od roku 2014 probíhá obnova námořnictva, kterou však komplikuje nedostatek finančních prostředků. Pořizovány jsou především malé bojové jednotky, jako jsou malé dělové čluny projektu 58155 Gjurza-M a výsadkové čluny projektu 58181.
V roce 2019 byla přijata strategie rozvoje námořnictva do roku 2035, vypracovaná ve spolupráci s USA a Velkou Británií. Strategie se dělí do tří etap (2019–25, 2025–30 a 2030–35). V první fázi mají být získány především průzkumné systémy a protilodní střely Neptun pro obranu pobřeží. Ve druhé fázi má jít o zlepšení schopností námořnictva ve výlučné ekonomické zóně prostřednictvím výkonnějších průzkumných a zbraňových systémů doplněných o malé válečné lodě vyzbrojené řízenými střelami (tzv. moskito fleet). Ve třetí fázi je plánováno získání několika víceúčelových korvet schopných zapojení do mezinárodních operací.
Na obnově kapacit ukrajinského námořnictva se podílejí i zahraniční partneři. Spojené státy americké poskytly několik starších hlídkových lodí třídy Island a objednány byly rovněž moderní rychlé čluny Mark VI. Ve spolupráci s Tureckem má námořnictvo získat dvě korvety třídy Ada a na základě spolupráce s Velkou Británií dvě vyřazené minolovky třídy Sandown, osm nových raketových člunů odvozených od typové řady Super Vita (např. třída Roussen) loděnice Vosper Thornycroft a jednu fregatu. Údajně se má jednat o společnou dostavbu fregaty Volodymyr Velykyj, prototypové jednotky Projektu 58250, jejíž stavba byla kvůli nedostatku financí zastavena roku 2014.

### Ruská invaze na Ukrajinu
V únoru 2022 zahájila Ruská federace invazi na Ukrajinu. Ukrajinci sami potopili v Mykolajivu kotvící fregatu Hetman Sahajdačnyj, aby nepadla do ruských rukou. Dne 3. března byla ruským leteckým útokem potopena hlídková loď třídy Island Slovjansk. Během bojů o Berďansk se podle prohlášení ruské stanice RT dne 14. března podařilo Rusům zajmout tucet ukrajinských lodí, mimo jiné dva dělové čluny Projektu 58155 Gjurza-M (Akkerman a nejmenovaná), raketový člun Projektu 206MR Pryluky, korvetu Projektu 1124 Vinnycja, hlídkovou loď Projektu 1400, pobřežní minonolovku Projektu 1258, výsadkovou loď Projektu 770 Jurij Olefirenko a výsadkový člun Projektu 1176.
V dubnu 2022 byl v Mariupolu zajat dělový člun Kremenčuk (P177) a hlídkový člun Projektu 205P Donbas (BG-32).
Ruské námořnictvo od počátku války provádělo námořní blokádu Ukrajiny, napadalo pozemní cíle pomocí řízených střel a podílelo se na obsazení Hadího ostrova. V dubnu 2022 se podařilo střelami Neptun potopit vlajkovou loď černomořské floty Moskva a v červnu se Rusové pod ukrajinským tlakem stáhli z Hadího ostrova. V červenci 2022 OSN a Turecko zprostředkovali dohodu umožňující obnovit vývoz ukrajinského obilí. Dne 29. října 2022 ukrajinské námořnictvo napadlo ruskou námořní základnu v Sevastopolu koordinovaným útokem námořních a vzdušných dronů. Rusko poté přiznalo poškození minolovky Projektu 266M Ivan Golubec. Rusko po této operaci pozastavilo platnost obilné dohody.
Ukrajinské námořnictvo převaze hladinových sil protivníka čelí pomocí pobřežních protilodních střel Neptun a Harpoon a nasazením bezposádkových plavidel, například typu Magura V5.

## Složení

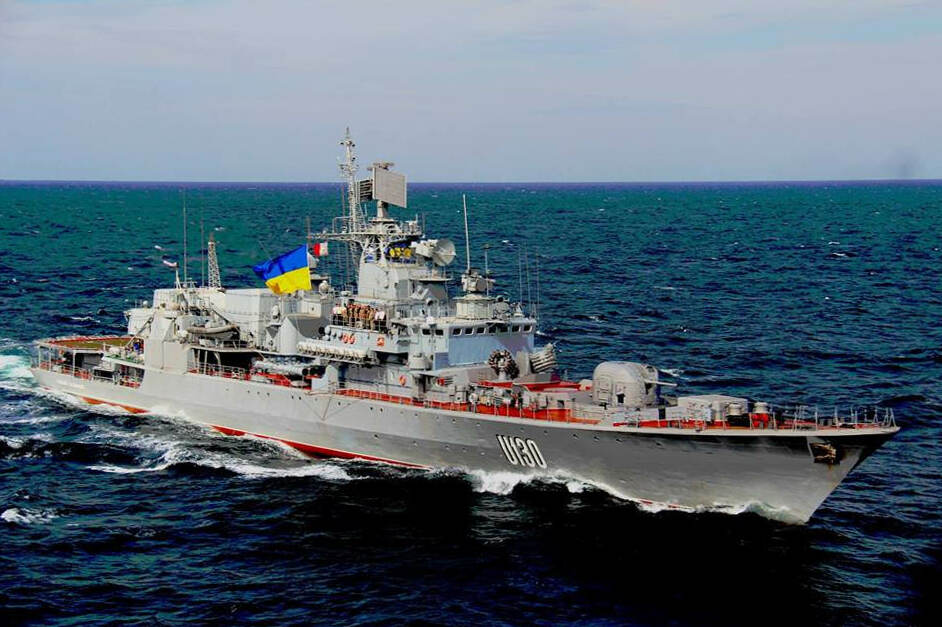
Hetman Sahajdačnyj (U130)

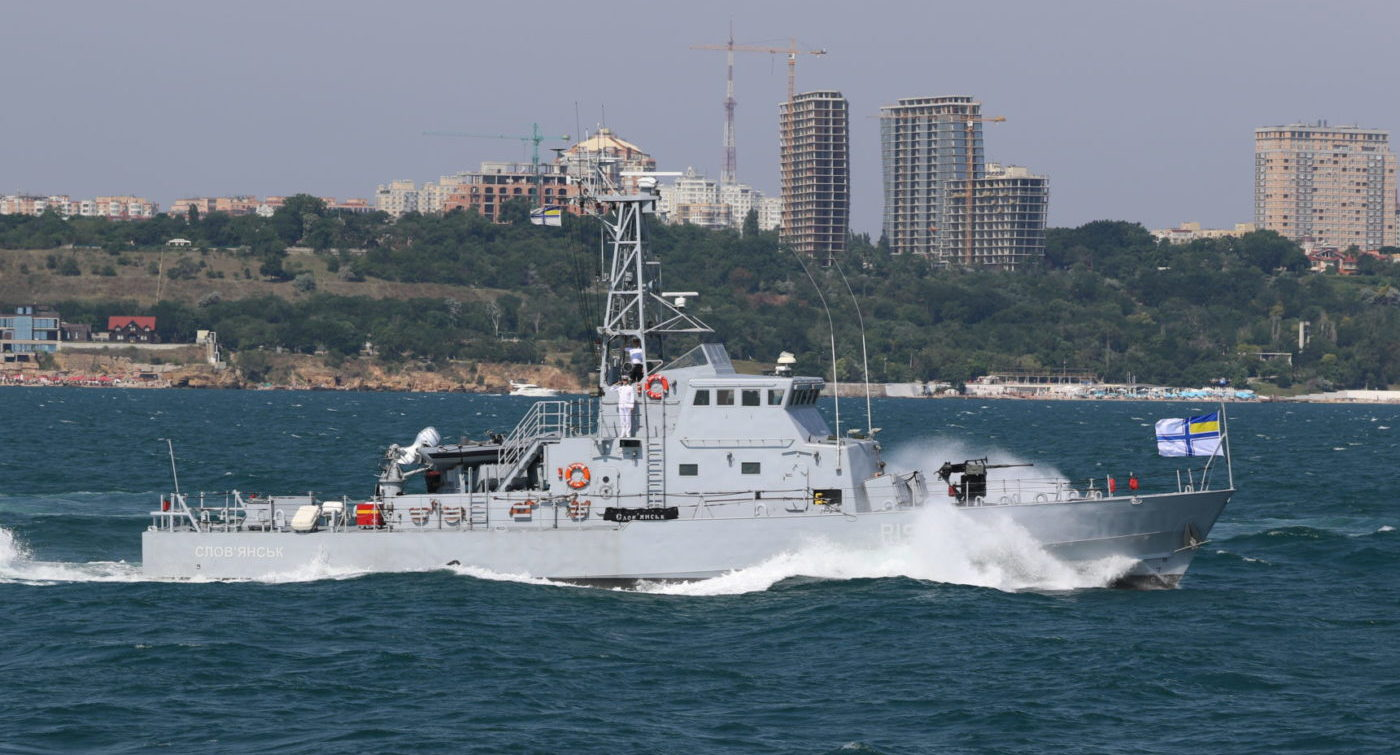
Slovjansk (190)

### Fregaty
- Projekt 1135 (v kódu NATO Krivak III)
  - Hetman Sahajdačnyj (F130) – V únoru 2022 potopena vlastní posádkou v Mykolaivu.

### Raketové čluny
- Projekt 206MR (v kódu NATO Matka)
  - Pryluky (U153) – Dne 14. března 2022 zajat ruskými silami v přístavu Berďansk.

### Korvety
- Projekt 1124 (v kódu NATO Grisha II)
  - Vinnycja (U206) – Dne 14. března 2022 zajata ruskými silami v přístavu Berďansk.

- Projekt 1241.2 (v kódu NATO Pauk)
  - Chmelnyckyj (U208)

### Dělové čluny
- Projekt 58155 Gjurza-M (6 ks)

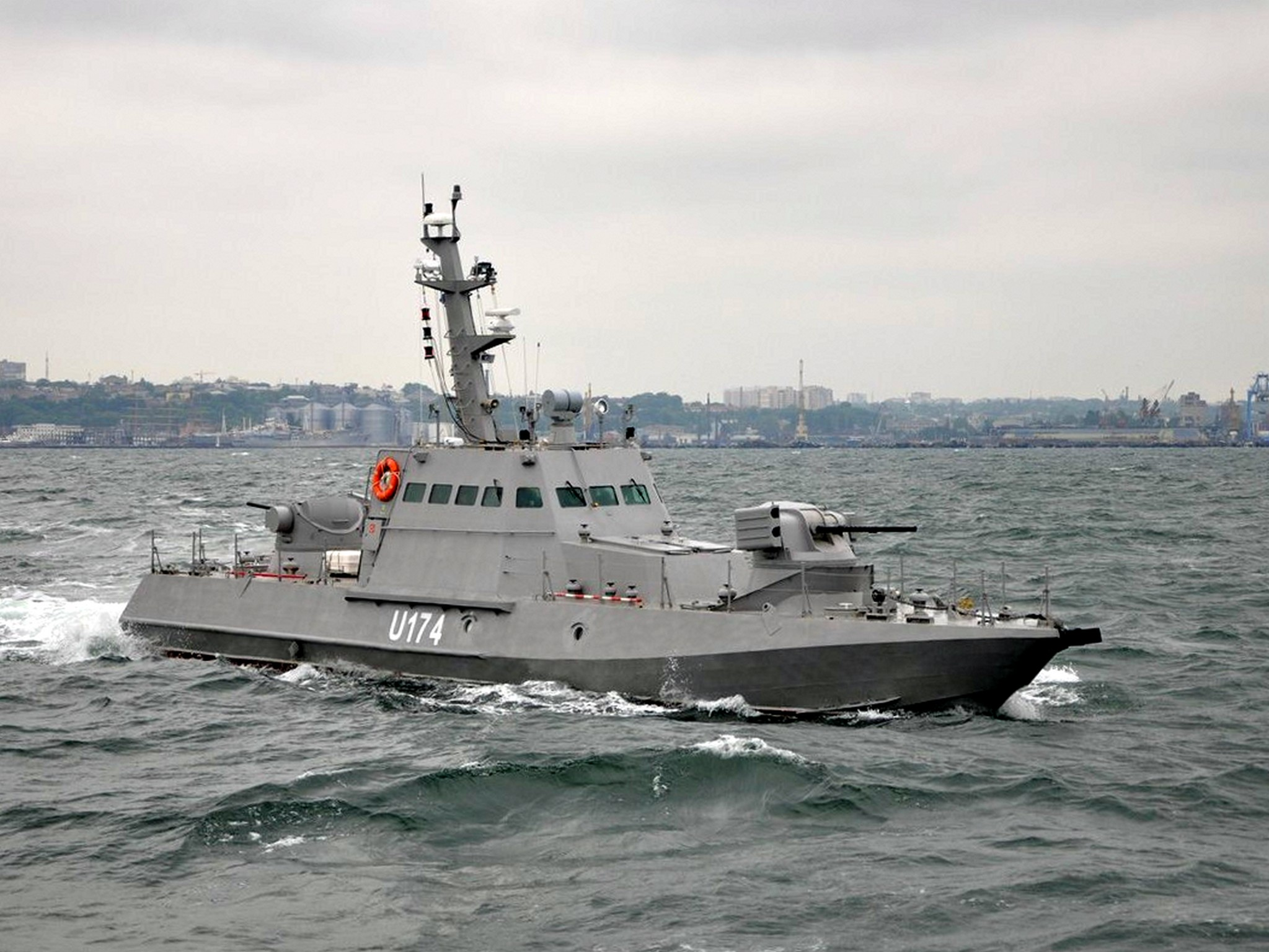
Dělový člun Akkerman (U-174)

  - Akkerman (P174) – Dne 14. března 2022 zajat ruskými silami v přístavu Berďansk.
  - Berďansk (P175)
  - Nikopol (P176)
  - Kremenčuk (P177) – V dubnu 2022 zajata Ruskými silami v Mariupolu.
  - Lubny (P178)
  - Vyšhorod (P179)
  - Kostopil (P 180)
  - Buča

### Hlídková loď
- Třída Island - hlídková loď (4 ks)
  - Slovjansk (P190) - Dne 3. března 2022 potopena ruskou protilodní střelou.
  - Starobilsk (P191)
  - Sumy (P192)
  - Fastiv (P193)

- Metal Shark 40 Defiant (6 ks)[22]

### Minolovky
- Třída Sandown (2 ks)
  - Černihiv (M310)
  - Čerkasy (M311)

- Třída Tripartite (2 ks)
  - Mariupol (M312)
  - Melitopol (M313)

## Plánované akvizice
- Třída Ada - korvety (2 ks)
- Projekt 58250 – korvety (plánovány 4 ks, realizace programu je nejistá)
- Raketové čluny vyvinuté ve spolupráci s Velkou Británií na základě typové řady Super Vita loděnice Vosper Thornycroft (8 ks)[23]
- Projekt 58181 – rychlé výsadkové čluny (plánováno 3 ks)
- Třída Island - hlídková loď (plánovány + 3 ks)
- Mark VI - hlídkových člunů (plánovány 16 ks)
- Střední průzkumná loď, spuštěna 23. dubna 2019.[24]
- Čluny Metal Shark (23 ks) – Několik variant z řad Defiant a Fearless. Americká vojenská pomoc.[25]